# Gomortega keule
Il keule (Gomortega keule (Molina) Baill.) è una pianta angiosperma dell'ordine Laurales, endemica del Cile. È l'unica specie nota del genere Gomortega Ruiz & Pav. e della famiglia Gomortegaceae Reiche.

## Descrizione

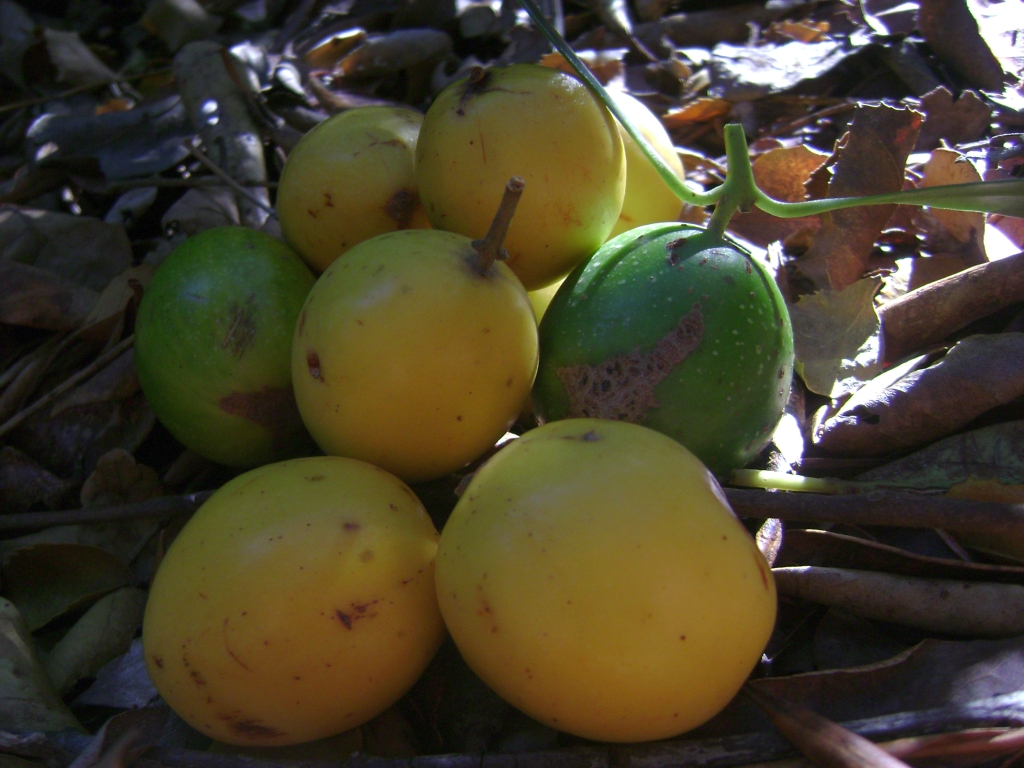
Frutti di keule

Gli alberi di keule sono piuttosto grandi e raggiungono un'altezza fino a 30 metri con un diametro del tronco fino a un metro. 
Le foglie semplici sono opposte, lucide e coriacee. La lamina fogliare è lunga 5-10 cm ed ha una forma ad ovale stretto, lanceolata o obovata con punta tonda o appuntita. Le foglie hanno un picciolo corto e non hanno stipole.
Nel mesofillo sono presenti cellule rotonde contenenti oli essenziali. Ciò conferisce alla pianta un odore aromatico. La nervatura, con vena centrale leggermente impressa, è pennata con venature laterali indistinte.
Il keule è protogino. Le infiorescenze racemose e con pochi fiori sono terminali o ascellari. I fiori sono biancastri e a stelo corto e presentano due brattee. 
Il keule produce frutti gialli commestibili (drupe) di 3,5-7 × 2–5 cm e aventi una forma ovoidale o sferica con un nocciolo duro. Questo contiene un seme con un ricco endosperma oleoso. Il frutto matura in aprile e maggio.

## Distribuzione e habitat
La specie è endemica del Cile e si trova solo nelle regioni VII (Regione del Maule) e VIII (Regione del Bío-Bío).

## Usi
I frutti sono commestibili e vengono trasformati in marmellata e liquore. Foglie e fiori vengono utilizzati per decorazioni. In passato, il legno veniva utilizzato per realizzare mobili perché era facile da lavorare.

## Conservazione
La Lista rossa IUCN classifica Gomortega keule come specie in pericolo di estinzione (Endangered).